# 小浜松次郎
小浜 松次郎（こはま まつじろう、1868年4月7日〈慶応4年3月15日〉 - 1946年〈昭和21年〉9月24日）は、日本の内務・警察官僚。官選青森県知事、小倉市長、初代函館市長。

## 経歴
薩摩国姶良郡加治木（現鹿児島県姶良市）で小浜有照の二男として生まれる。
第二高等学校を首席で卒業。1897年7月、東京帝国大学法科大学を卒業。内務省に入省し内務属となり警保局に配属。1898年1月、警視庁警部兼警視属に発令。1900年11月、文官高等試験行政科試験に合格した。
1901年7月、警視庁警視・小松川警察署長に就任。以後、検疫事務支署長、宮崎県警部長、宮崎県事務官・第四部長、石川県事務官・第四部長、警視庁警視・第二部長、同第一部長、同警務部長などを歴任。
1914年4月、青森県知事に就任。県振興計画策定のため県産業調査会を創設した。1917年1月に休職となる。1918年7月22日、依願免本官となり退官し、同日小倉市長に就任し1921年1月12日まで在任。1923年7月3日に初代の函館市長に就任。上水道拡張工事に着手し、1924年8月7日に辞任した。

## 著作
- 『警察行政要義』三書楼、1907年。